# Meitingen
Meitingen este o comună-târg din districtul Augsburg, regiunea administrativă Schwaben, landul Bavaria, Germania.